# Sched (ägyptische Mythologie)
Sched (zu Deutsch: Retter) ist ein Gott der ägyptischen Mythologie.

## Funktion
Sched war für die alten Ägypter ein Schutzgott in Notsituationen, der sie hauptsächlich vor wilden Tieren beschützen sollte. Er ist erstmals nach dem Ende der Amarna-Zeit belegt. Es sind viele Amulette mit dem Abbild von Sched gefunden worden, denen schützende Kräfte durch diesen Gott für den jeweiligen Träger zugesprochen wurden.
Seit dem Neuen Reich ist er in der ägyptischen Mythologie auch als Vereinigungsform mit der Gottheit Hor-sched belegt, die eine Nebenform des Gottes Horus darstellt. In der griechisch-römischen Zeit wurde er mit kindlichen und jugendlichen Attributen ausgestattet.